# Liste der Monuments historiques in Ménéac
Die Liste der Monuments historiques in Ménéac führt die Monuments historiques in der französischen Gemeinde Ménéac auf.

## Liste der Bauwerke
| Bezeichnung | Beschreibung | Standort                  | Kennzeichnung | Schutzstatus | Datum | Bild |
| ----------- | ------------ | ------------------------- | ------------- | ------------ | ----- | ---- |
| Kapelle     |              | La Riaye (Lage)           | PA00091441    | Inscrit      | 1929  |      |
| Herrenhaus  |              | Le Plessis-Rebours (Lage) | PA56000058    | Inscrit      | 2006  |      |

## Liste der Objekte
- Monuments historiques (Objekte) in Ménéac in der Base Palissy des französischen Kultusministeriums